# Bastan (affluent du gave de Gavarnie)
Pour les articles homonymes, voir Bastan (homonymie).

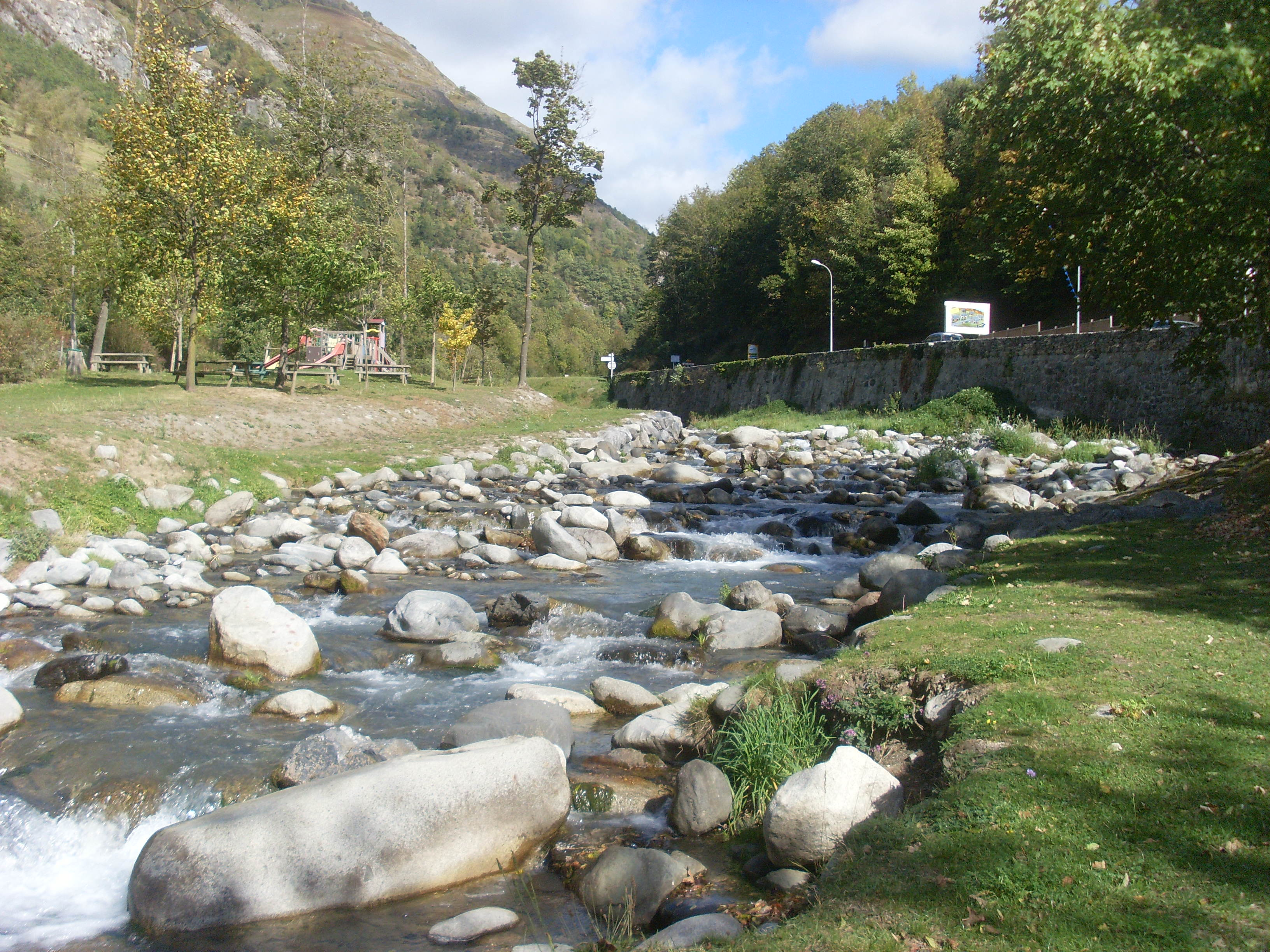
Le Bastan à Esterre.

Le Bastan, ou ruisseau d'Oncet dans sa partie amont, est un cours d'eau français, affluent droit du gave de Gavarnie, en Lavedan, dans le département des Hautes-Pyrénées.

## Étymologie
Bastan est un hydronyme pyrénéen correspondant au basque Baztan.

## Géographie

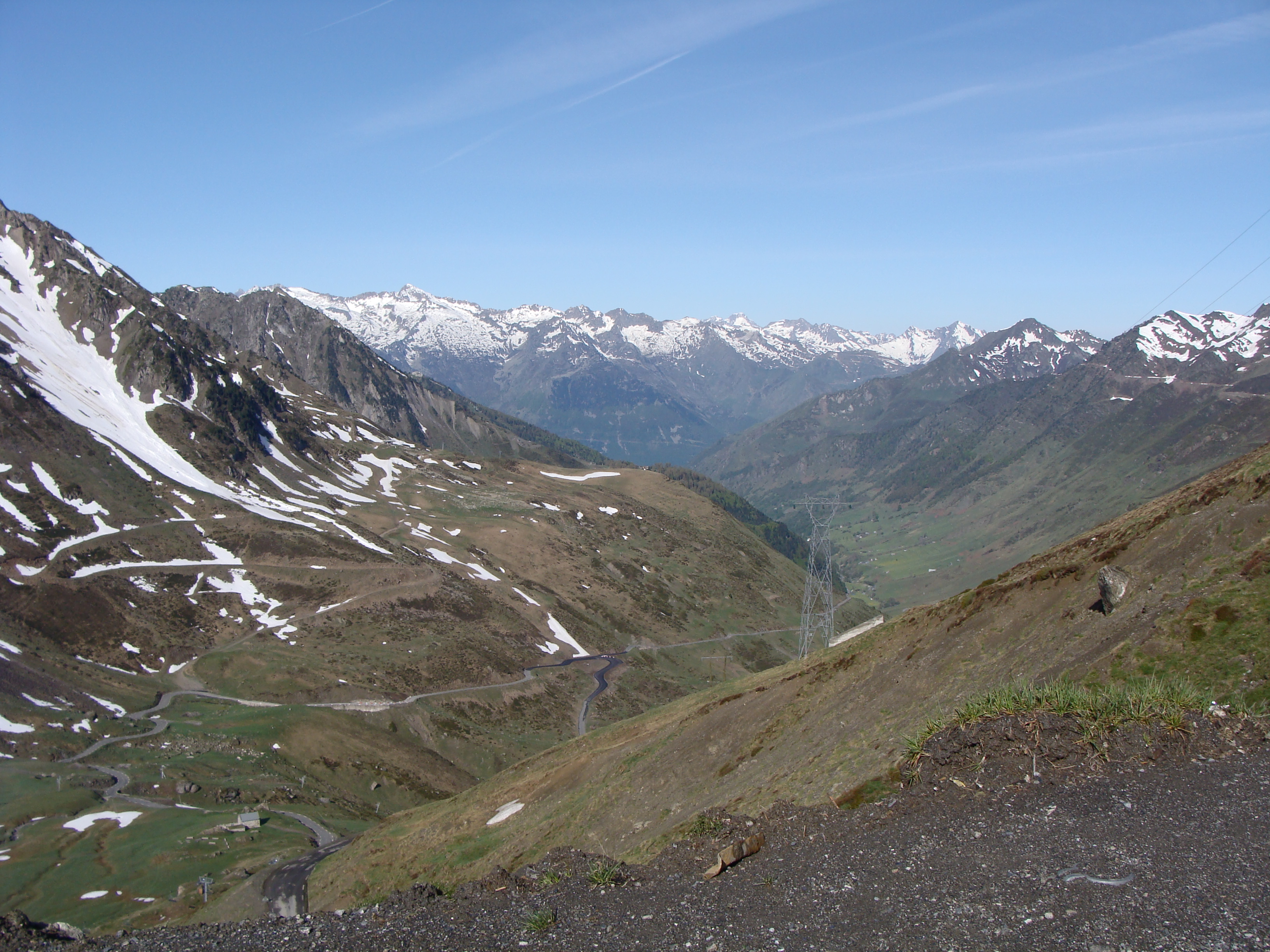
Vue de la vallée de Barèges depuis le col du Tourmalet.

Selon le Sandre, le ruisseau d'Oncet est la branche-mère du Bastan.
Né sur la commune de Sers au sud-ouest du pic du Midi de Bigorre, vers 2 500 mètres d'altitude, sur les pentes sud du col des Laquets, le ruisseau d'Oncet traverse le lac d'Oncet, puis s'écoule au sud sur environ deux kilomètres. Passé Super Barèges, il devient alors le Bastan et bifurque à l'ouest-sud-ouest, en vallée de Barèges, sur le versant ouest du col du Tourmalet.
Depuis Super Barèges jusqu'à sa confluence avec le gave de Gavarnie, la plus grande partie de son cours sert de limite naturelle aux communes qu'il borde (Barèges, Betpouey, Viella et Luz-Saint-Sauveur, en rive gauche, et Sers, Viey et Esquièze-Sère, en rive droite).
Il rejoint le gave de Gavarnie (autre nom du gave de Pau) en rive droite à 658 mètres d'altitude, en limite des communes d'Esquièze-Sère et de Luz-Saint-Sauveur, face au village de Sassis.
L'ensemble  ruisseau d'Oncet-Bastan est long de 17,2 kilomètres pour un bassin versant de 107 kilomètres carrés, délimité par le Soum Arrouy (2 488 m) au nord-ouest, le pic du Midi de Bigorre (2 877 m) au nord-est, le col du Tourmalet (2 115 m) et le pic des Quatre Termes (2 724 m) à l'est, le pic de Néouvielle (3 091 m) au sud et le pic de Bergons (2 068 m) au sud-ouest.

### Affluents

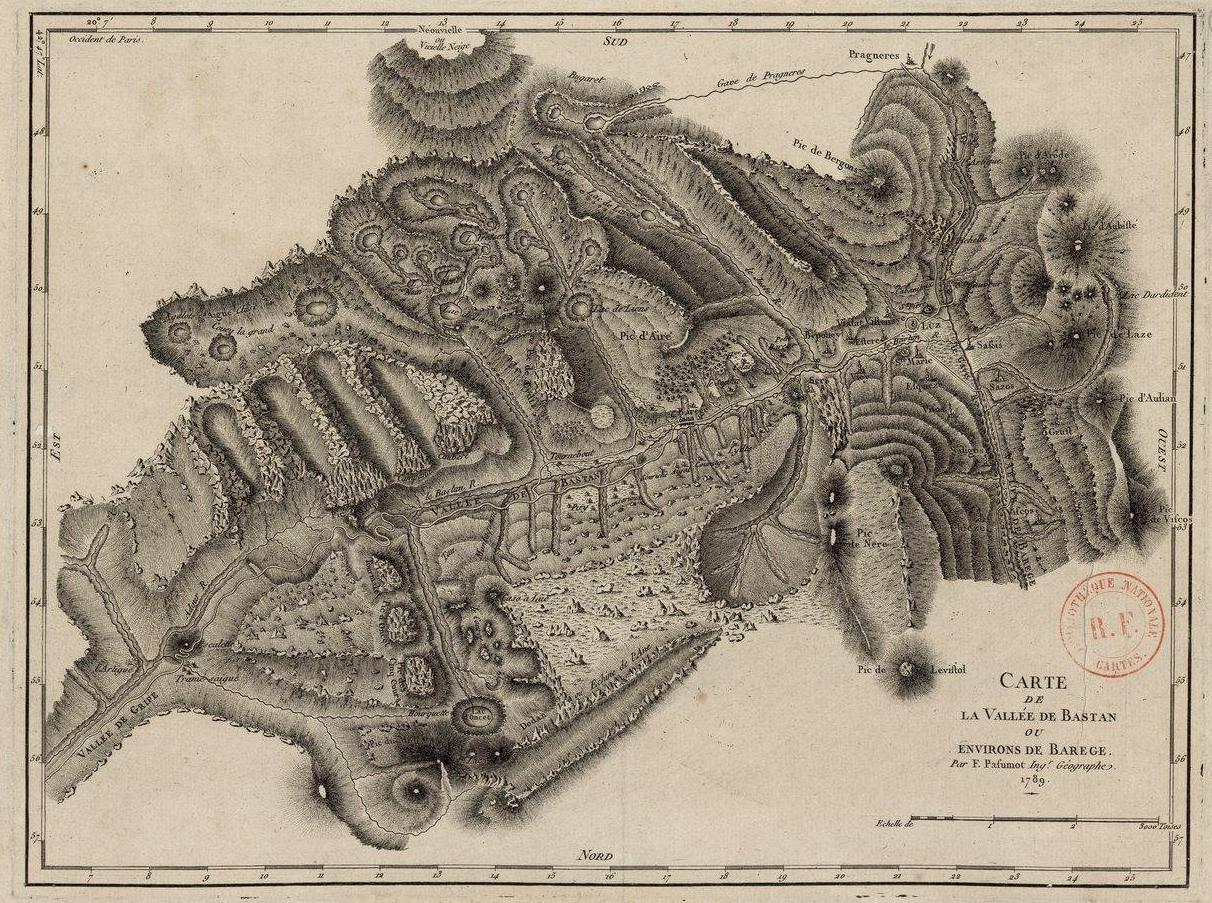
Carte de la vallée de Bastan par F. Pasumot en 1789.

Parmi les 27 affluents répertoriés par le Sandre pour le ruisseau d'Oncet ou le Bastan, ceux qui ont un nom sont, d'amont vers l'aval :
- le ruisseau du Tourmalet, 1,5 kilomètre[3] en rive gauche ;
- le ruisseau de la Mousquère, 1,6 kilomètre[4] en rive droite ;
- le ruisseau de Coumétou, 1 kilomètre[5] en rive droite ;
- le ruisseau Dets Coubous, 5,1 kilomètres[6] en rive gauche ;
- le ruisseau de las Arrouyés, 1 kilomètre[7] en rive droite ;
- le ruisseau d'Ourdégon, 1,7 kilomètre[8] en rive droite ;
- le ruisseau du lac Det, 1,8 kilomètre[9] en rive droite ;
- le ruisseau de la Glère, 9,7 kilomètres[10] en rive gauche ;
- le ruisseau d'Aygat, ou ruisseau de Hount Nègre, 1,5 kilomètre[11] en rive droite ;
- le Theil, 1,5 kilomètre[12] en rive droite ;
- le ruisseau de Midaou, 1,4 kilomètre[13] en rive droite ;
- le ruisseau de Rioulet, 1,1 kilomètre[14] en rive gauche ;
- le ruisseau Souères, 1,5 kilomètre[15] en rive droite ;
- le ruisseau de l'Hourou, 1 kilomètre[16] en rive gauche ;
- le ruisseau du Pontis, 1,1 kilomètre[17] en rive gauche ;
- le Bastan de Sers, 6,3 kilomètres[18] en rive droite ;
- le ruisseau de Bolou, 4,8 kilomètres[19] en rive gauche ;
- l'Escalère, 1,1 kilomètre[20] en rive droite ;
- le Trabesse, ou l'Arribère, 2,8 kilomètres[21] en rive droite.

Le Géoportail (site Internet créé par l’IGN et le BRGM) nomme également quatre autres affluents :
- le ruisseau de Coueyla Bielh en rive droite ;
- le ruisseau de Sainte-Laure en rive gauche ;
- le Barrancou d'Arribère en rive droite ;
- le ruisseau de Bayet en rive gauche.

### Hydrologie
En 1762, une crue du Bastan emporte 17 maisons de Barèges.
Le 9 novembre 1893, est publié le décret permettant la construction d'un aqueduc destiné à évacuer les eaux du Bastan en cas d'obstruction de son cours par une avalanche.
Une nouvelle crue est également mentionnée en 1897.
En février 2013, une avalanche encombre le Bastan à hauteur des thermes de Barèges, le village est évacué. Le 31 mai, la neige s'est accumulée et une nouvelle avalanche, en contrebas du Lienz (lieu-dit, en amont à l'est-sud-est de Barèges, sous le pic d'Ayré (2 422 mètres), au point de départ du téléski de l'Étoile), recouvre sur près de 200 mètres le lit du Bastan. Les 18 et 19 juin, des pluies incessantes, auxquelles s'ajoute la fonte des neiges, provoquent une montée des eaux. Freinées par les restes de l'avalanche, les eaux du Bastan emportent la route en rive droite. Arrivé à la hauteur des thermes (lieu de l'avalanche de février qui n'aurait pas encore été totalement résorbée), le Bastan emporte également la place de Barèges, puis le parking HLM, le camping et sept maisons, sans toutefois faire de blessés. Le village est évacué par l'amont le 19 juin, grâce à une ouverture exceptionnelle du col du Tourmalet encore enneigé.

### Communes et département traversés

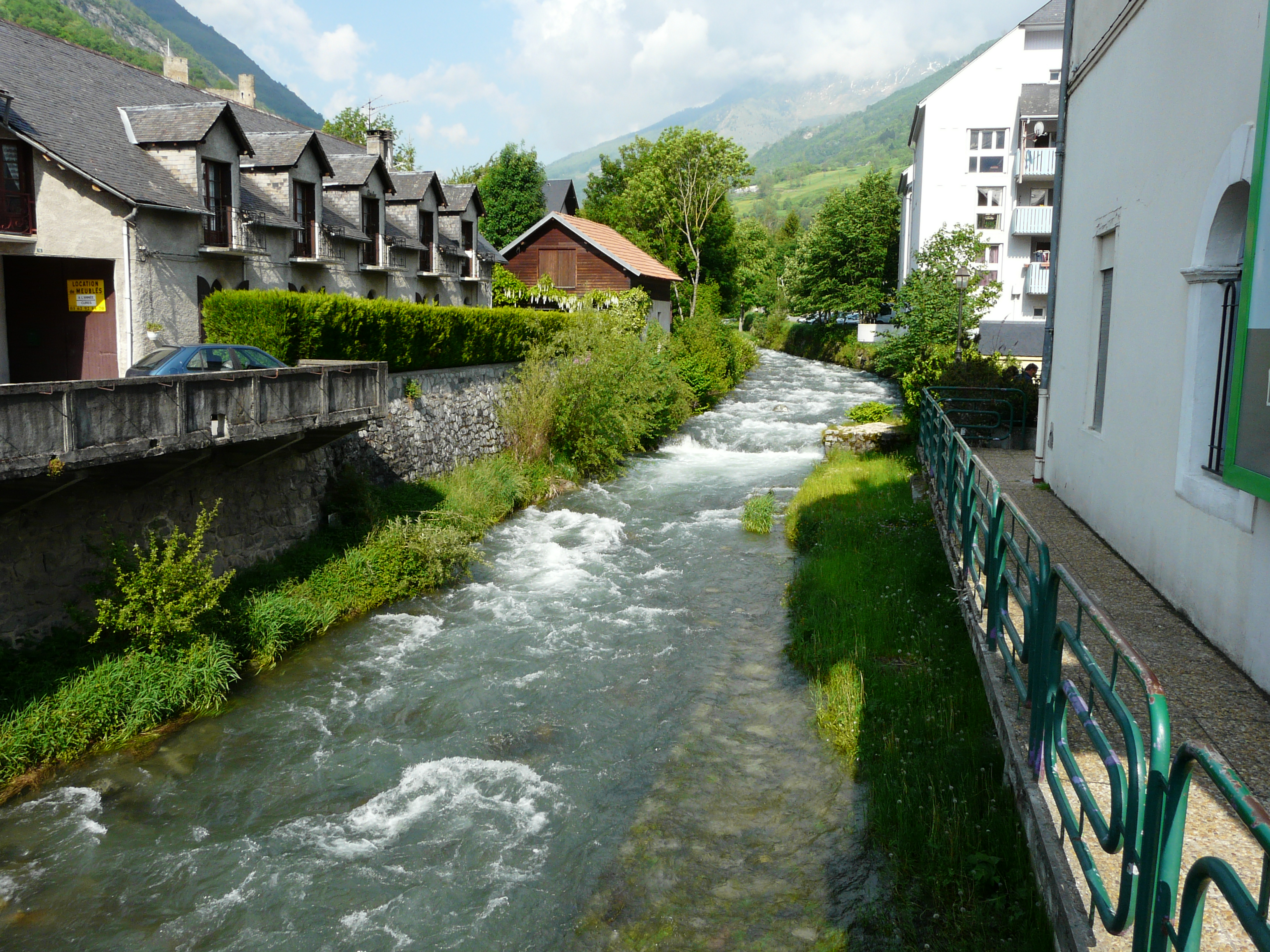
Le Bastan en limite d'Esquièze-Sère et de Luz-Saint-Sauveur.

Le parcours du Bastan (et de sa branche-mère, le ruisseau d'Oncet) s'effectue entièrement à l'intérieur du département des Hautes-Pyrénées. Il arrose huit communes,, soit d'amont vers l'aval :
- Sers (source),
- Barèges,
- Betpouey,
- Viey,
- Viella,
- Esterre,
- Esquièze-Sère (confluence),
- Luz-Saint-Sauveur (confluence).

## Monuments ou sites remarquables à proximité
- L'église de Sers, inscrite au titre des monuments historiques en 1979[25].
- L'église et le cimetière de Viella, inscrits au titre des monuments historiques en 1990[26].
- Les ruines du château Sainte-Marie d'Esterre (et non à Luz-Saint-Sauveur) inscrites au titre des monuments historiques en 1930[27].
- L'église des Templiers de Luz-Saint-Sauveur, classée au titre des monuments historiques en 1840[28].
- L'église d'Esquièze, inscrite au titre des monuments historiques en 1979[29].
- L'église de Sère, classée au titre des monuments historiques en 1914[30].